# Liste der Wappen in Baden-Württemberg
Diese Liste zeigt die Wappen des Landes Baden-Württemberg mit seinen heute 44 Kreisen, davon neun Stadt- und 35 Landkreise, aber auch die 37 historischen Wappen der Landkreise, welche durch die Kreisgebietsreform 1973 aufgelöst worden waren.
Wegen der großen Anzahl von Wappen in Baden-Württemberg bestehen Teillisten für die 44 Land- und Stadtkreise. Um zu einer Teilliste der Wappen zu gelangen, bitte den entsprechenden Kreis in der Karte anklicken.

## Landeswappen

Karte Baden-Württemberg, Deutschland
Kleines Landeswappen Baden-Württemberg (Details)[1]
Großes Landeswappen Baden-Württemberg (Details)

## Wappen nach Verwaltungseinheiten in Baden-Württemberg

### Wappen der Stadtkreise in Baden-Württemberg

Baden-Baden Details[2]
Freiburg im Breisgau Details[3]
Heidelberg Details[4]
Heilbronn Details[5]
Karlsruhe Details[6]
Mannheim Details[7]
Pforzheim Details[8]
Landeshauptstadt Stuttgart – Details[9]
Ulm Details[10]

### Wappen der Landkreise in Baden-Württemberg

Alb-Donau-Kreis[11]
Landkreis Biberach[12]
Bodenseekreis[13]
Landkreis Böblingen[14]
Landkreis Breisgau-Hochschwarzwald[15]
Landkreis Calw[16]
Landkreis Emmendingen[17]
Enzkreis[18]
Landkreis Esslingen[19]
Landkreis Freudenstadt[20]
Landkreis Göppingen[21]
Landkreis Heidenheim[22]
Landkreis Heilbronn[23]
Hohenlohekreis[24]
Landkreis Karlsruhe[25]
Landkreis Konstanz[26]
Landkreis Lörrach[27]
Landkreis Ludwigsburg[28]
Main-Tauber-Kreis[29]
Neckar-Odenwald-Kreis[30]
Ortenaukreis[31]
Ostalbkreis[32]
Landkreis Rastatt[33]
Landkreis Ravensburg[34]
Rems-Murr-Kreis[35]
Landkreis Reutlingen[36]
Rhein-Neckar-Kreis[37]
Landkreis Rottweil[38]
Landkreis Schwäbisch Hall[39]
Schwarzwald-Baar-Kreis[40]
Landkreis Sigmaringen[41]
Landkreis Tübingen[42]
Landkreis Tuttlingen[43]
Landkreis Waldshut[44]
Zollernalbkreis[45]

### Wappen der ehemaligen Landkreise in Baden-Württemberg
Bis Ende 1972 gab es in Baden-Württemberg 63 Landkreise. Im Zuge der Kreisreform Baden-Württembergs wurden zum 1. Januar 1973 nahezu alle Landkreise aufgelöst. Bestehen blieben die Landkreise Emmendingen, Göppingen und Heidenheim. Aus dem Gebiet der übrigen wurden 32 neue Landkreise gebildet.
Von den 60 aufgelösten Landkreisen
- hatten sechs keine Wappen, und zwar Müllheim, Münsingen, Pforzheim, Reutlingen, Rottweil und Saulgau;
- hatten zehn Wappen, die von ihren gleichnamigen Rechtsnachfolgern übernommen wurden (Biberach, Böblingen, Calw, Freudenstadt, Heilbronn, Lörrach, Ludwigsburg, Ravensburg, Tübingen, Tuttlingen), zusätzlich übernahm der Ortenaukreis das des Landkreises Offenburg und der Alb-Donau-Kreis das des Landkreises Ulm;
- hatten sieben Rechtsnachfolger gleichen Namens, die jedoch geänderte Wappen annahmen (Esslingen, Karlsruhe, Konstanz, Rastatt, Schwäbisch Hall, Sigmaringen, Waldshut).

Die untergegangenen Wappen waren wie folgt:

Landkreis Aalen[46]
Landkreis Backnang[47]
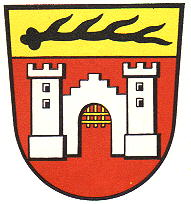
Landkreis Balingen
Landkreis Bruchsal[49]
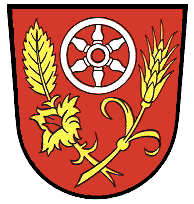
Landkreis Buchen
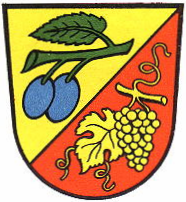
Landkreis Bühl
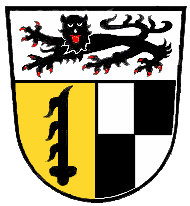
Landkreis Crailsheim
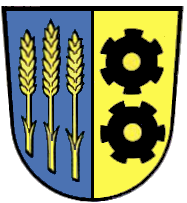
Landkreis Donaueschingen
Landkreis Ehingen[54]
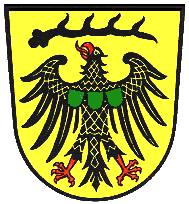
Landkreis Esslingen
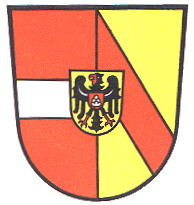
Landkreis Freiburg
Landkreis Hechingen[57]
Landkreis Heidelberg[58]
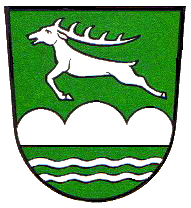
Landkreis Hochschwarzwald
Landkreis Horb[60]
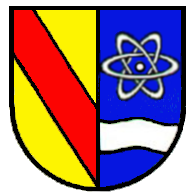
Landkreis Karlsruhe
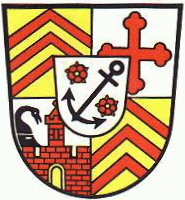
Landkreis Kehl
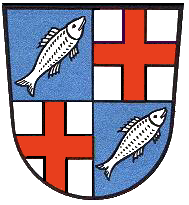
Landkreis Konstanz
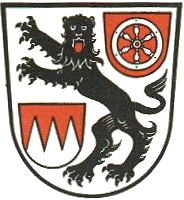
Landkreis Künzelsau
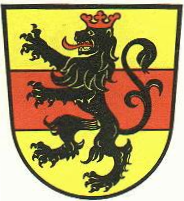
Landkreis Lahr
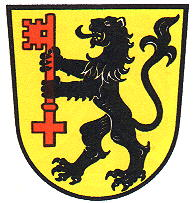
Landkreis Leonberg
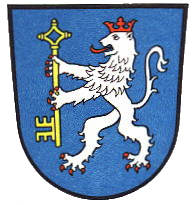
Landkreis Mannheim
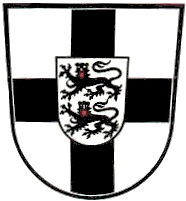
Landkreis Mergentheim
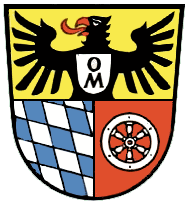
Landkreis Mosbach
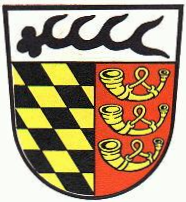
Landkreis Nürtingen
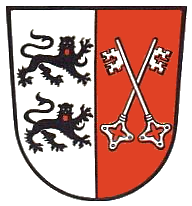
Landkreis Öhringen
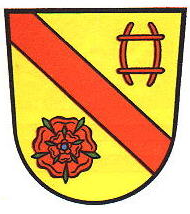
Landkreis Rastatt
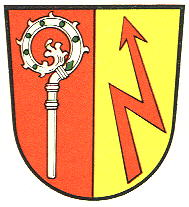
Landkreis Säckingen
Landkreis Schwäbisch Gmünd[74]
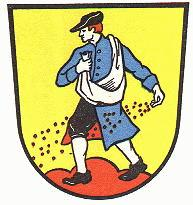
Landkreis Schwäbisch Hall
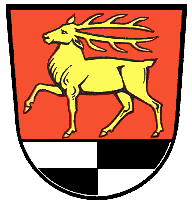
Landkreis Sigmaringen
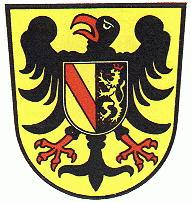
Landkreis Sinsheim
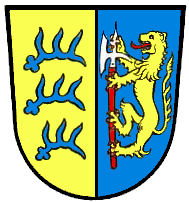
Landkreis Stockach
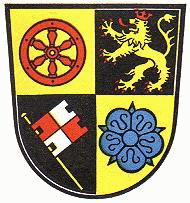
Landkreis Tauberbischofsheim
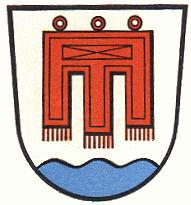
Landkreis Tettnang
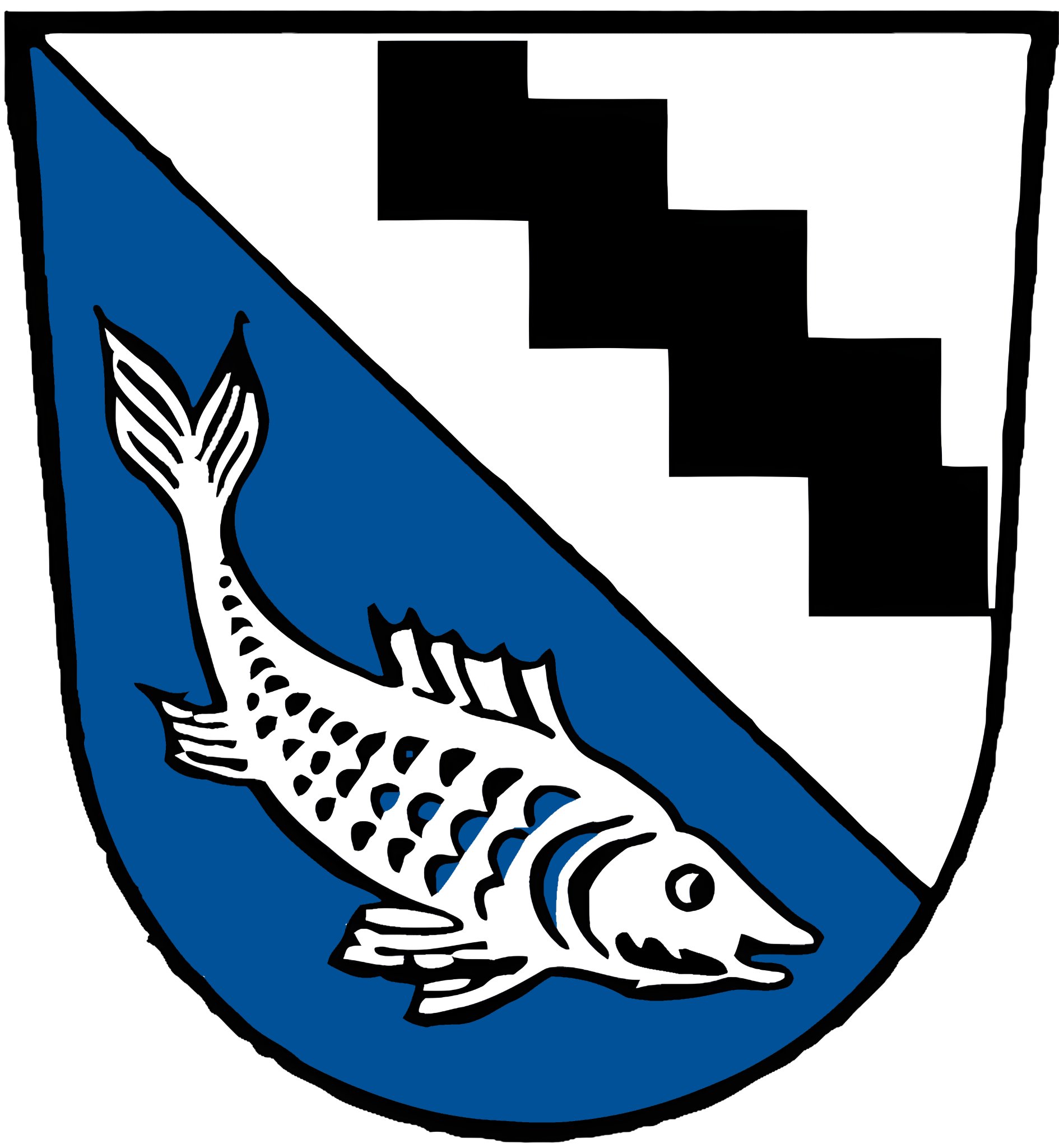
Landkreis Überlingen
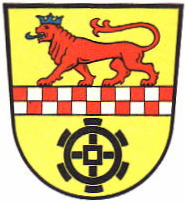
Landkreis Vaihingen
Landkreis Villingen[83]
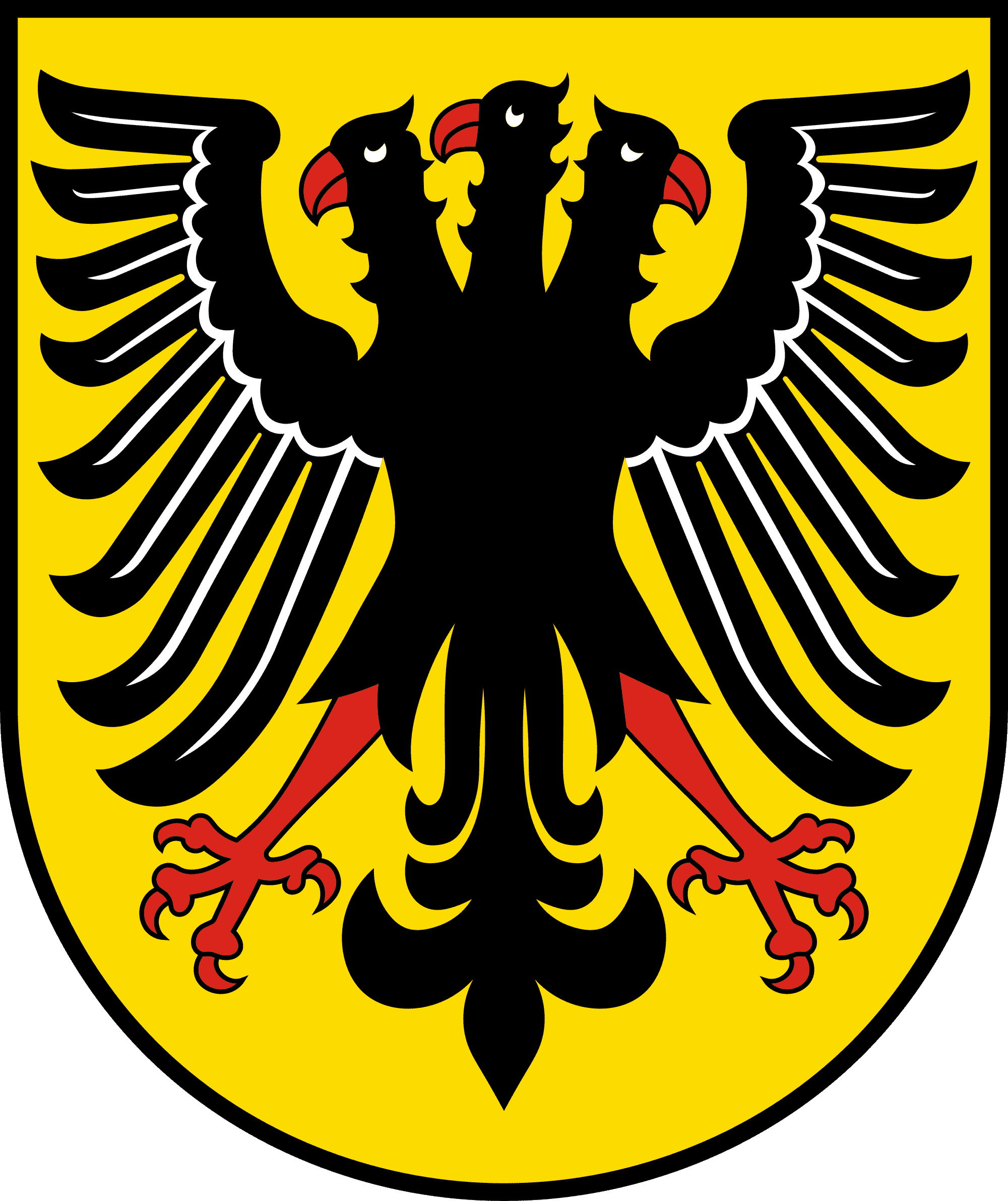
Landkreis Waiblingen
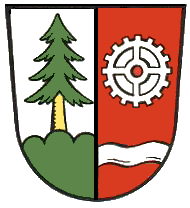
Landkreis Waldshut
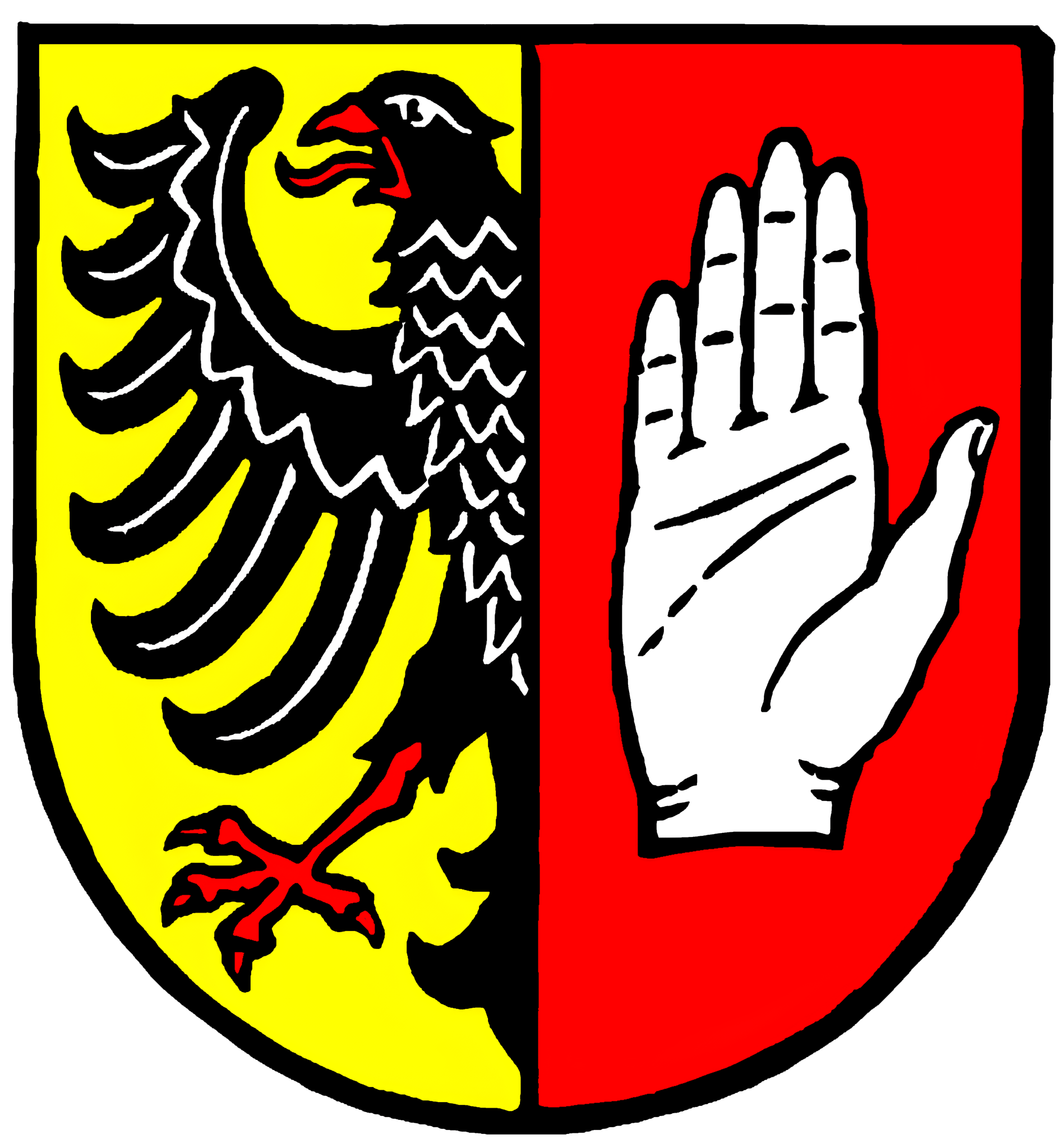
Landkreis Wangen
Landkreis Wolfach[87]

Für den Landkreis Müllheim schlug das Generallandesarchiv 1959 ein Wappen vor: In Rot ein mit drei Sparren belegter goldener Pfahl, beseitet rechts von einer goldenen Grubenlampe, links von einer silbernen Traube. Das Wappen fand jedoch nicht die Zustimmung des Landkreises, der dann bis zu seiner Auflösung ohne Wappen blieb.

### Wappen der württembergischen Oberämter
Vor 1934 war Württemberg in 61 Oberämter eingeteilt. Diese wurden 1934 in Kreise umbenannt. Zum 1. Oktober 1938 wurden 27 von ihnen aufgelöst und den Nachbarkreisen zugeteilt. Bereits zuvor hatten einige von ihnen Wappen angenommen:
- Die Oberämter Balingen, Freudenstadt, Göppingen und Schwäbisch Hall führten bereits die Wappen, die sie auch als Landkreise hatten.
- Oberamt Böblingen: Unter silbernem, mit einer schwarzen Hirschstange belegten Schildhaupt in Blau ein einmotoriges silbernes Flugzeug. – Das Wappen wurde 1947 geändert.
- Oberamt Heilbronn: In gespaltenem Schild mit erniedrigter eingebogener Spitze vorne in Schwarz eine silberne Ähre, hinten in Rot ein nach links gekehrter silberner Hammer, unten in Gold eine hängende blaue Traube; im silbernen Herzschild ein blauer Anker. – Das Wappen wurde 1955 geändert.
- Oberamt Kirchheim: Unter goldenem Schildhaupt, darin eine liegende schwarze Hirschstange, geweckt von Schwarz und Gold. – Das Oberamt bzw. der Kreis Kirchheim wurde 1938 aufgelöst.
- Oberamt Neckarsulm: In Silber rechts drei schwarze Hirschstangen übereinander, links ein schwarzes Deutschordenskreuz. -- Wappen angenommen am 11. April 1930; Kreis aufgelöst 1938.
- Oberamt Nürtingen: Unter goldenem Schildhaupt, darin eine liegende schwarze Hirschstange, gespalten; vorne in Gold ein rotes, linksgewendetes Hifthorn mit goldenen Beschlägen und schwarzer Fessel, an dem unten an schwarzem Band eine blaue Wecke befestigt ist; hinten in Gold drei schwarze Hifthörner mit goldenen Beschlägen untereinander. – Das Wappen wurde 1949 geändert.

## Blasonierungen
1. ↑  Baden-Württemberg: In goldenem Schild drei schreitende schwarze Löwen mit roten Zungen.
2. ↑  Baden-Baden: In Gold ein roter Schrägbalken.
3. ↑  Freiburg im Breisgau: In Silber ein durchgehendes rotes Kreuz.
4. ↑  Heidelberg: In Schwarz auf grünem Dreiberg ein rotbewehrter, rotbezungter und rotgekrönter goldener Löwe.
5. ↑  Heilbronn: In Gold ein rotbewehrter und rotbezungter schwarzer Adler, belegt mit einem von Rot, Silber und Blau geteilten Brustschild.
6. ↑  Karlsruhe: In Rot ein beiderseits silbern eingefasster goldener Schrägbalken, auf dem das Wort FIDELITAS in schwarzen lateinischen Großbuchstaben steht.
7. ↑  Mannheim: In gespaltenem Schild vorn in Gold ein aufrechter roter Doppelhaken (Wolfsangel), hinten in Schwarz ein rot bewehrter, rot bezungter und rot gekrönter doppelschwänziger goldener Löwe.
8. ↑  Pforzheim: In gespaltenem Schild vorne in Gold ein roter Schrägbalken, hinten geteilt von Rot, Silber, Blau und Gold.
9. ↑  Stuttgart: In Gold ein steigendes schwarzes Pferd.
10. ↑  Ulm: Geteilt von Schwarz und Silber.
11. ↑  Alb-Donau-Kreis: In Silber ein doppelköpfiger schwarzer Adler, belegt mit einem gespaltenen Brustschild, darin vorne in Gold drei liegende schwarze Hirschstangen übereinander, hinten fünfmal von Rot und Silber schräg geteilt.
12. ↑  Landkreis Biberach: In gespaltenem Schild vorne in Gold ein halber rotbewehrter schwarzer Adler am Spalt, hinten in Rot ein mit der Krümme nach links gerichteter goldener Abtsstab mit silbernem Velum.
13. ↑  Bodenseekreis: In Blau über drei silbernen Wellenfäden ein achtspeichiges goldenes Rad ohne Felgen (Mühlrad).
14. ↑  Landkreis Böblingen: In Gold unter einer liegenden schwarzen Hirschstange eine dreilatzige rote Fahne mit drei schwarzen Ringen.
15. ↑  Landkreis Breisgau-Hochschwarzwald: Im gespaltenen Schild vorn in Rot ein silberner Balken, hinten in Gold ein roter Schrägbalken, im goldenen Herzschild ein schwarzer Adler.
16. ↑  Landkreis Calw: In Gold auf blauem Dreiberg, aus dem eine silberne Quelle sprudelt, ein stehender, blau gekrönter und blau gezungter roter Löwe.
17. ↑  Landkreis Emmendingen: In gespaltenem und halb geteiltem Schild rechts in Gold ein roter Schrägrechtsbalken, links oben in Silber ein schwarzer Sechsberg, unten in Blau ein silberner Flügel.
18. ↑  Enzkreis: In Gold ein blauer Wellenbalken, oben und unten begleitet von je zwei blauen Rauten.
19. ↑  Landkreis Esslingen: In Gold über von Schwarz und Gold gerautetem (gewecktem) Schildfuß ein rot bewehrter und rot bezungter schwarzer Adler, belegt mit einem goldenen Hifthorn an goldener Fessel.
20. ↑  Landkreis Freudenstadt: In Gold auf schwarzem Ast sitzend ein linksgewendeter, balzender, rot bewehrter schwarzer Auerhahn.
21. ↑  Landkreis Göppingen: In Gold unter einer liegenden schwarzen Hirschstange ein aufgerichteter, rot bewehrter und rot bezungter schwarzer Löwe.
22. ↑  Landkreis Heidenheim: In gespaltenem Schild vorne in Gold ein roter Balken, hinten in Schwarz ein goldener Zinnenturm.
23. ↑  Landkreis Heilbronn: In Rot ein gestümmelter silberner Adler.
24. ↑  Hohenlohekreis: In Silber über erhöhtem rotem Schildfuß, darin ein sechsspeichiges silbernes Rad, zwei schreitende, rot bezungte schwarze Leoparden mit untergeschlagenen Schwänzen.
25. ↑  Landkreis Karlsruhe: Im gevierten Schild 1. in Gold ein roter Schrägbalken, 2. in Blau ein geschliffenes silbernes Kreuz, 3. schräggerautet von Silber und Blau, 4. in Gold drei schrägliegende schwarze Hirschstangen.
26. ↑  Landkreis Konstanz: In geviertem Schild 1. und 4. in Blau ein schräg aufwärts gelegter silberner Fisch (Felchen), 2. in Silber ein durchgehendes rotes Kreuz, 3. in Gold drei blaue Hirschstangen.
27. ↑  Landkreis Lörrach: In geteiltem Schild oben in Silber ein nach links gekehrter wachsender roter Löwe, unten gespalten, vorne in Gold ein roter Schrägrechtsbalken, hinten in Blau ein silberner Schräglinks-Wellenbalken.
28. ↑  Landkreis Ludwigsburg: In Gold unter einer liegenden schwarzen Hirschstange ein rot bewehrter und rot bezungter schwarzer Adler (Reichsadler).
29. ↑  Main-Tauber-Kreis: In Rot drei mittlere aufsteigende silberne Spitzen ('Fränkischer Rechen'), darüber ein sechsspeichiges silbernes Rad, darunter ein schwarzes Kreuz mit Tatzenenden (Deutschordenskreuz).
30. ↑  Neckar-Odenwald-Kreis: In gespaltenem Schild vorn von Silber und Blau schräg gerautet, hinten in Rot ein sechsspeichiges silbernes Rad.
31. ↑  Ortenaukreis: In Silber ein doppelköpfiger rotbewehrter schwarzer Adler, belegt mit einem goldenen Herzschild, worin der Silber gerüstete Hl. Georg auf schwarzem Pferd, unter ihm ein grüner Drache.
32. ↑  Ostalbkreis: In Gold ein roter Pfahl, belegt mit einem goldenen Abtsstab, vorne ein aufgerichteter schwarzer Löwe, hinten ein halber schwarzer Adler am Spalt.
33. ↑  Landkreis Rastatt: In geviertem Schild 1. in Gold eine rote Weinleiter, 2. in Blau eine goldene Traube, 3. in Blau eine goldene, blaubesamte Rose mit grünen Kelchblättern, 4. in Gold ein roter Schrägbalken.
34. ↑  Landkreis Ravensburg: In Blau ein rot bewehrter und rot bezungter goldener Löwe.
35. ↑  Rems-Murr-Kreis: In Gold zwischen zwei schräglinken blauen Wellenleiste eine schräglinke schwarze Hirschstange.
36. ↑  Landkreis Reutlingen: In Grün zwei goldene Schrägbalken, die außen jeweils von zwei kleinen sechsstrahligen goldenen Sternen begleitet sind; zwischen den Schrägbalken drei größere sechsstrahlige goldene Sterne.
37. ↑  Rhein-Neckar-Kreis: In gespaltenem Schild vorn in Blau ein silberner, mit einem gewellten schwarzen Faden belegter Wellenbalken, hinten in Gold ein rotgekrönter, rotbezungter, rotbewehrter schwarzer Löwe.
38. ↑  Landkreis Rottweil: In Gold der rot bewehrte und rot bezungte schwarze Reichsadler, belegt mit einem von Silber und Rot geteilten Brustschild, in den Fängen eine liegende Hirschstange mit nach unten gekehrten Enden haltend.
39. ↑  Landkreis Schwäbisch Hall: In Silber, schräg gekreuzt aus von Silber und Schwarz geviertem Schildfuß wachsend, ein schwarzer Kesselhaken (Kräuel) und ein schwarzer Flößerhaken, dazwischen oben eine rote Scheibe, darin ein silbernes Kreuz (Heller).
40. ↑  Schwarzwald-Baar-Kreis: Geviert von Silber und Blau, im ersten Feld ein blau bewehrter roter Adler.
41. ↑  Landkreis Sigmaringen: In Rot über einem erniedrigten silbernen Balken ein schreitender goldener Hirsch.
42. ↑  Landkreis Tübingen: In Silber an einem aus dem Unterrand wachsenden, schräggestellten schwarzen Speer eine dreilatzige rote Fahne.
43. ↑  Landkreis Tuttlingen: In geteiltem Schild oben in Gold eine liegende schwarze Hirschstange, unten in Blau ein unterhalbes vierspeichiges goldenes Rad.
44. ↑  Landkreis Waldshut: Durch einen silbernen Wellenschrägbalken geteilt, oben in Grün ein schrägliegender, aus dem hinteren Schildrand wachsender goldener Abtsstab, unten in Blau ein goldenes Turbinenrad.
45. ↑  Zollernalbkreis: In gespaltenem Schild vorne von Silber und Schwarz geviert, hinten in Gold drei liegende schwarze Hirschstangen.
46. ↑  Landkreis Aalen: In gespaltenem Schild vorne in Gold ein halber schwarzer Reichsadler am Spalt, hinten in Rot eine goldene Mitra.
47. ↑  Landkreis Backnang: Unter goldenem, mit einer liegenden schwarzen Hirschstange belegten Schildhaupt gespalten, vorne in Silber ein blauer Reichsapfel mit goldenem Kreuz, hinten in Blau ein goldener Doppelbecher (Schenkenbecher).
48. ↑  Landkreis Balingen: Unter goldenem Schildhaupt, darin eine liegende schwarze Hirschstange, in Rot eine zweitürmige silberne Burg mit offenem Tor und goldenem Fallgitter.
49. ↑  Landkreis Bruchsal: In gespaltenem Schild vorn in Blau ein geschliffenes silbernes Kreuz, hinten in Gold ein roter Bundschuh.
50. ↑  Landkreis Buchen: In Rot schräggekreuzt ein goldenes Buchenblatt mit roter Frucht und eine goldene Kornähre, darüber schwebend ein sechsspeichiges silbernes Rad.
51. ↑  Landkreis Bühl: In schräglinksgeteiltem Schild oben in Gold zwei blaue Zwetschgen mit grünem Ast und grünem Blatt, unten in Rot eine goldene Traube mit goldenem Stiel und goldenem Blatt.
52. ↑  Landkreis Crailsheim: Unter silbernem Schildhaupt, darin ein schreitender, herschauender, rot bewehrter schwarzer Löwe, gespalten; vorne in Gold eine aufrechte schwarze Kräuel, hinten geviert von Silber und Schwarz.
53. ↑  Landkreis Donaueschingen: In gespaltenem Schild rechts in Blau drei goldene Ähren, links in Gold zwei schwarze, ineinandergreifende Zahnräder.
54. ↑  Landkreis Ehingen: In gespaltenem Schild vorne in Silber drei rote Schrägbalken, hinten in Rot ein silberner Balken.
55. ↑  Landkreis Esslingen (alt): In Gold unter einer liegenden schwarzen Hirschstange ein rot bewehrter schwarzer Adler, dessen Brust mit drei nebeneinander stehenden grünen Schildchen belegt ist.
56. ↑  Landkreis Freiburg: In gespaltenem Schild vorne in Rot ein silberner Balken, hinten in Gold ein roter Schrägbalken; im goldenen Herzschild ein rotbewehrter schwarzer Adler mit rotem Brustschild, darin ein silberner Sechsberg.
57. ↑  Landkreis Hechingen: In Silber auf einem gezinnten roten Schildfuß ein rotbewehrter und rotbezungter schwarzer Adler, der mit den Fängen einen von Silber und Schwarz gevierten Schild hält.
58. ↑  Landkreis Heidelberg: In gespaltenem Schild vorn in Schwarz ein rotgekrönter, rotbezungter, goldener Löwe, hinten in Silber ein durchgehendes geschliffenes blaues Kreuz.
59. ↑  Landkreis Hochschwarzwald: In Grün über einem doppelten silbernen Wellenbalken im Schildfuß ein silberner Dreiberg, darüber ein springender silberner Hirsch.
60. ↑  Landkreis Horb: In gespaltenem Schild vorne in Rot ein silberner Balken, hinten in Gold drei liegende schwarze Hirschstangen übereinander.
61. ↑  Landkreis Karlsruhe (alt): In gespaltenem Schild vorne in Gold ein roter Schrägbalken, hinten in Blau über einem erniedrigten silbernen Wellenbalken ein silbernes Atomsymbol.
62. ↑  Landkreis Kehl: Gevierter Schild mit Herzschild. Im 1. und 4. Feld in Gold 3 rote Sparren, im 2. Feld in Silber ein rotes Kleeblattkreuz, im 3. Feld in Silber eine rote Zinnenmauer mit Tor und spitzbedachtem Turm mit Knopf, rechts auf der Mauer ein schwarzer Topfhelm mit einem schwarzen Schwanenrumpf als Helmzier, im Herzschild in Silber ein schräglinks liegender schwarzer Anker, beseitet von zwei goldbesamten roten Rosen.
63. ↑  Landkreis Konstanz (alt): Gevierter Schild, im ersten und vierten Feld in Blau ein nach links oben schwimmender silberner Fisch, im zweiten und dritten Feld in Silber ein durchgehendes rotes Kreuz.
64. ↑  Landkreis Künzelsau: In Silber ein stehender schwarzer Leopard zwischen den Wappenbildern von Würzburg und Mainz.
65. ↑  Landkreis Lahr: In Gold ein roter Balken, das Ganze belegt mit einem rotgekrönten und rotbezungten schwarzen Löwen.
66. ↑  Landkreis Leonberg: In Gold ein schwarzer Löwe, der mit den Vorderpranken einen aufrechten roten Schlüssel mit einem Kreuz statt des Griffs hält.
67. ↑  Landkreis Mannheim: In Blau ein rotgekrönter, rotbewehrter, rotbezungter silberner Löwe, in den Vorderpranken einen goldenen Schlüssel (Bart vorn und unten) haltend.
68. ↑  Landkreis Mergentheim: In Silber ein schwarzes Kreuz, belegt mit einem silbernen Herzschild, darin zwei schwarze schreitende Leoparden.
69. ↑  Landkreis Mosbach: In geteiltem und halb gespaltenem Schild oben in Gold ein wachsender rotbezungter und rotbewehrter schwarzer Adler mit silbernem Brustschild, darin die lat. Großbuchstaben OM. Unten das vordere Feld von Silber und Blau schrägrechts gerautet, hinten in Rot ein sechsspeichiges silbernes Rad.
70. ↑  Landkreis Nürtingen: Unter silbernem Schildhaupt, darin eine liegende schwarze Hirschstange, gespalten; vorne goldene und schwarze Wecken, hinten in Rot übereinander drei goldene Hifthörner.
71. ↑  Landkreis Öhringen: In gespaltenem Schild vorne in Silber zwei schreitende linksgekehrte schwarze Leoparden, hinten in Rot zwei gekreuzte silberne Schlüssel (Bärte nach oben und außen).
72. ↑  Landkreis Rastatt (alt): In Gold ein roter Schrägbalken, begleitet oben von einer roten Weinleiter, unten von einer blaubesamten roten Rose mit grünen Kelchblättern.
73. ↑  Landkreis Säckingen: In gespaltenem Schild vorn in Rot ein silberner Abtsstab, die Krümme mit grünen Edelsteinen besetzt, hinten in Gold ein von links unten nach rechts oben verlaufender roter Blitz.
74. ↑  Landkreis Schwäbisch Gmünd: In Gold ein steigender, schwarzer, rotbezungter Löwe.
75. ↑  Landkreis Schwäbisch Hall (alt): In Gold auf rotem Dreiberg ein schreitender, säender Landmann mit blauem, rot gefüttertem Rock, schwarzen Kniehosen, Schuhen und Hut; Strümpfe und der umgehängte Säsack silbern.
76. ↑  Landkreis Sigmaringen (alt): Über von Silber und Schwarz geviertem Schildfuß in Rot ein schreitender goldener Hirsch.
77. ↑  Landkreis Sinsheim: In Gold ein rot bewehrter schwarzer Adler, belegt mit einem von Gold und Schwarz gespaltenen Brustschild; darin vorne ein roter Schrägbalken, hinten ein rot gekrönter und rot bewehrter goldener Löwe.
78. ↑  Landkreis Stockach: In gespaltenem Schild vorne in Gold drei vierendige blaue Hirschstange übereinander, hinten in Blau ein rotbewehrter, rotbezungter goldener Löwe, mit seinen vier Pranken eine silberne Hellebarde an rotem Stiel haltend.
79. ↑  Landkreis Tauberbischofsheim: In geviertem Schild in 1) in Gold ein sechsspeichiges rotes Rad, in 2) in Schwarz ein rotbezungter, rotbewehrter und rotgekrönter goldener Löwe, in 3) in Schwarz eine schrägrechtsgelegte von Rot und Silber gevierte und in jedem Feld einmal gekerbte Fahne an goldener Lanze, in 4) in Gold eine blaue Rose.
80. ↑  Landkreis Tettnang: In Silber über blauem Wellenschildfuß eine dreilatzige rote Fahne.
81. ↑  Landkreis Überlingen: In schräg geteiltem Schild oben in Silber ein schwarzer, eckig gezogener Schrägbalken, unten in Blau ein nach links schwimmender silberner Fisch.
82. ↑  Landkreis Vaihingen: In Gold auf einem doppelreihig von Rot und Silber geschachten Balken ein stehender, blau bezungter und blau gekrönter roter Löwe, darunter ein vierspeichiges, sechsschaufliges schwarzes Mühlrad.
83. ↑  Landkreis Villingen: In gespaltenem Schild vorne in Silber ein rotes Malteserkreuz, hinten in Blau ein waagrechter silberner Balken.
84. ↑  Landkreis Waiblingen: In Gold ein dreiköpfiger rotbewehrter schwarzer Adler.
85. ↑  Landkreis Waldshut (alt): In gespaltenem Schild vorne in Silber eine grüne Tanne auf grünem Dreiberg, hinten in Rot über einem silbernen Wellenbalken ein silbernes Turbinenrad.
86. ↑  Landkreis Wangen: In gespaltenem Schild vorne in Gold ein halber, rot bewehrter und rot bezungter schwarzer Adler am Spalt, hinten in Rot eine silberne Rechthand.
87. ↑  Landkreis Wolfach: In schräglinks von Schwarz und Gold geteiltem Schild ein roter Doppelhaken.